# Send More Paramedics
A Send More Paramedics brit crossover thrash együttes volt 2001-től 2007-ig.

## Története
A zenekar Leeds városában alakult. Nevük a Return of the Living Dead című horrorfilmből származik. Az együttes az And None of Them Knew They Were Robots nevű emo zenekar mellék-projektjeként alakult. A Send More Paramedics stílusát zombiecore névvel illeti. B'Hellmouth szerint a zombiecore a 80-as évekbeli thrash és hardcore punk fúziója. Szövegeik a zombikról és a kannibalizmusról szólnak, fellépéseik közben pedig zombiknak öltöznek, dobosuk pedig mexikói pankrátor maszkot visel. Pályafutásuk alatt három nagylemezt adtak ki. 2007-ben feloszlottak. 2013-ban újból összeálltak egy koncert alkalmából. Ekkor a Thirty Days of Night Records lemezkiadó 10 éves pályafutását ünneplő bulin léptek fel.

## Tagok
- B'Hellmouth (Sam) - ének
- Medico (Duncan) - gitár
- X Undead (Martyn) - basszusgitár
- El Diablo (Stuart) - dob

## Diszkográfia
- A Feast for the Fallen (2002)
- The Hallowed and the Heathen (2004)
- The Awakening (2006)

## Egyéb kiadványok
Split lemezek
- Tales Told by Dead Men (a Zombie Apocalypse-szal, 2005)
- South of Heaven, North of England (a The Nothing-gal, 2006)

Válogatáslemezek
- Send More Paramedics (2007)

Közreműködések
- Thrashing Like a Maniac (2007)